# Recimiro
Recimiro, Ricimiro o Richimiro fue un eclesiástico visigodo, abad y obispo de Dumio a mediados del siglo VII. 
Consta su participación en el VII Concilio de Toledo celebrado el año 646, en cuyas actas firmó entre los primeros por orden de antigüedad, por lo que se estima que fue consagrado hacia el año 638; al VIII concilio del 653 no asistió personalmente, pero estuvo representado por un abad llamado Osdulfo; debió morir poco después, dado que en el Concilio IX del 655 ya no se menciona.
Su excesivo celo por la práctica de la caridad le llevó al extremo de entregar como limosna todas las rentas del monasterio y manumitir a los esclavos que en él servían; en su testamento dejó dispuesto que todos los bienes del mismo deberían ser vendidos para socorro de los pobres. 
En vista de que estos procedimientos dejaban al monasterio sin recursos para su subsistencia, y de que iban contra lo establecido por su fundador Martín de Braga, los prelados del X Concilio de Toledo del año 656 impugnaron su testamento, decretando que "toda su hacienda, que dejó para los pobres, sea poseída con pleno dominio por la iglesia de Dumio, hasta que pueda repararse este daño; y que concluido el resarcimiento, se cumpla el testamento; y que respecto á los libertos de la familia de la iglesia, y á todas las cosas que se sabe han sido dadas ó en esclavos ó en otros cuerpos ó á aquellos ó á sus hombres, quede todo á la disposición del venerable hermano nuestro, obispo Fructuoso;...por misericordia permitimos que use de algún temperamento, de modo que ni se esceda de las reglas paternales, ni la severidad extinga la misericordia: de manera que en atención al mérito de los sirvientes quite ó conceda la libertad ó los donativos."
| Predecesor: Germán | Obispo de Dumio c. 638 – c. 653 | Sucesor: Fructuoso |